# Shemurat Alone Qeshet
Shemurat Alone Qeshet (hebreiska: שמורת אלוני קשת) är ett naturreservat i Israel.   Det ligger i distriktet Norra distriktet, i den norra delen av landet.